# Fabrizio Moretti
Fabrizio Moretti, detto Fab (Rio de Janeiro, 2 giugno 1980), è un batterista brasiliano di origine italiana con cittadinanza statunitense, membro dei The Strokes, gruppo musicale alternative rock statunitense.

## Biografia
Nato a Rio de Janeiro, in Brasile, il 2 giugno 1980 da padre italiano, originario di Castellazzo Bormida (in provincia di Alessandria), e da madre brasiliana, vive dall'età di 3 anni a New York, città nella quale ha cominciato ad appassionarsi alla batteria sin dal suo quinto anno di età. A 13 anni Moretti incontra nella Dwight School di New York Julian Casablancas, Nikolai Fraiture, e Nick Valensi, i futuri componenti della band. Successivamente collabora al progetto Little Joy, che con il singolo Next Time Around ha riscosso un discreto successo di critica e di vendite.
Oltre alla musica, la grande passione di Fabrizio Moretti è sempre stata l'arte: è stato infatti studente di una scuola di scultura e ha dichiarato che, se non avesse fatto il batterista, avrebbe insegnato storia dell'arte. Moretti parla fluentemente inglese, portoghese, italiano e francese.